# Notre-Dame-des-Millières
Notre-Dame-des-Millières est une commune française située dans le département de la Savoie, en région Auvergne-Rhône-Alpes.

## Géographie

### Situation
Notre-Dame-des-Millières est située dans la haute combe de Savoie sur la rive gauche de l'Isère.

### Climat
Pour des articles plus généraux, voir Climat d'Auvergne-Rhône-Alpes et Climat de la Savoie.
En 2010, le climat de la commune est de type climat de montagne, selon une étude du Centre national de la recherche scientifique s'appuyant sur une série de données couvrant la période 1971-2000. En 2020, Météo-France publie une typologie des climats de la France métropolitaine dans laquelle la commune est exposée à un climat de montagne ou de marges de montagne et est dans la région climatique Alpes du nord, caractérisée par une pluviométrie annuelle de 1 200 à 1 500 mm, irrégulièrement répartie en été.
Pour la période 1971-2000, la température annuelle moyenne est de 10,6 °C, avec une amplitude thermique annuelle de 18,6 °C. Le cumul annuel moyen de précipitations est de 1 423 mm, avec 9,7 jours de précipitations en janvier et 9 jours en juillet. Pour la période 1991-2020, la température moyenne annuelle observée sur la station météorologique de Météo-France la plus proche, « Gilly sur Isère », sur la commune de Gilly-sur-Isère à 4 km à vol d'oiseau, est de 11,4 °C et le cumul annuel moyen de précipitations est de 1 353,7 mm,. Pour l'avenir, les paramètres climatiques de la commune estimés pour 2050 selon différents scénarios d'émission de gaz à effet de serre sont consultables sur un site dédié publié par Météo-France en novembre 2022.

## Urbanisme

### Typologie
Au 1er janvier 2024, Notre-Dame-des-Millières est catégorisée ceinture urbaine, selon la nouvelle grille communale de densité à sept niveaux définie par l'Insee en 2022.
Elle appartient à l'unité urbaine d'Albertville, une agglomération intra-départementale regroupant 17  communes, dont elle est une commune de la banlieue,,. Par ailleurs la commune fait partie de l'aire d'attraction d'Albertville, dont elle est une commune de la couronne,. Cette aire, qui regroupe 30 communes, est catégorisée dans les aires de 50 000 à moins de 200 000 habitants,.

### Occupation des sols

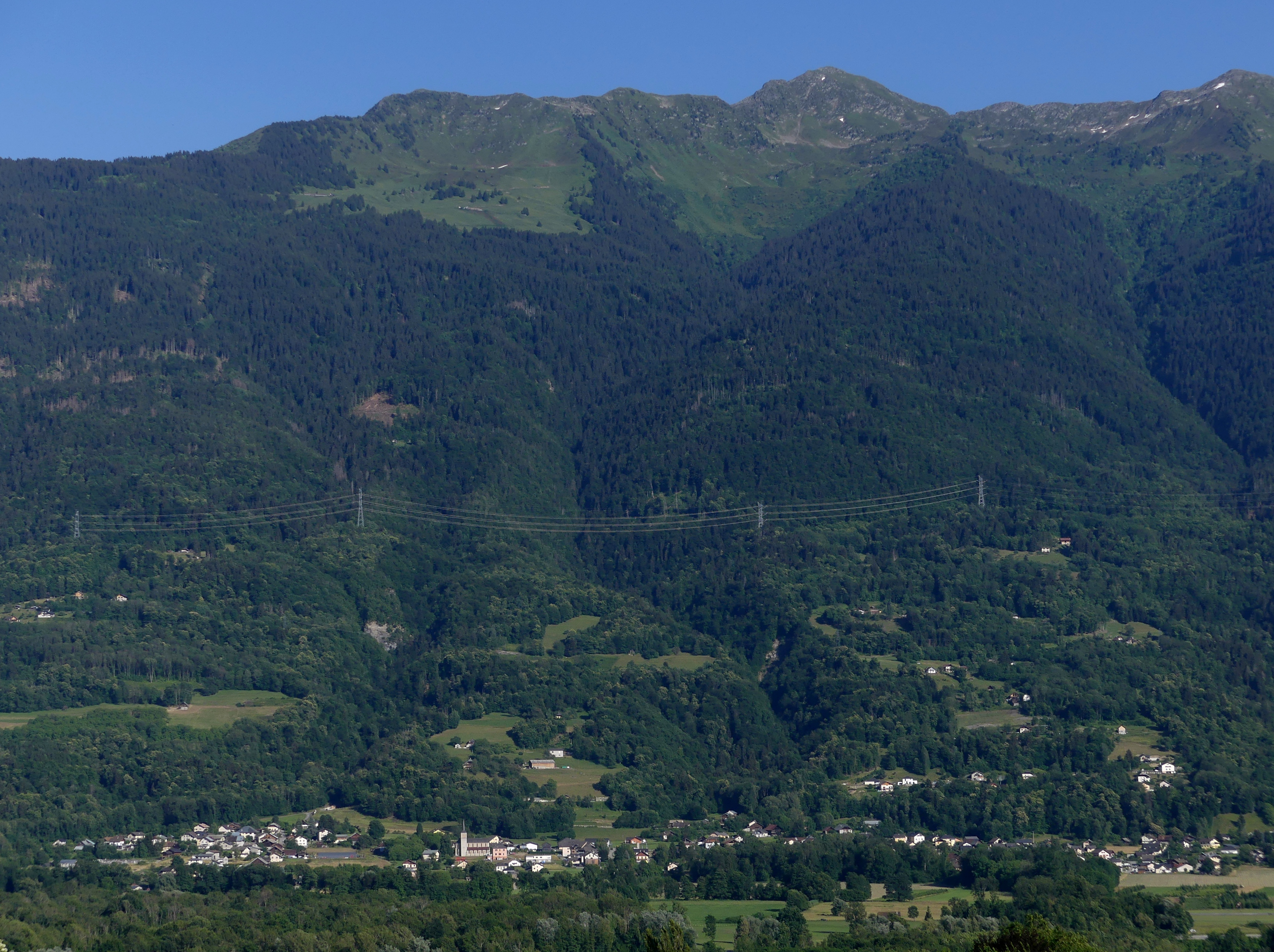
Notre-Dame-des-Millières.

L'occupation des sols de la commune, telle qu'elle ressort de la base de données européenne d’occupation biophysique des sols Corine Land Cover (CLC), est marquée par l'importance des forêts et milieux semi-naturels (72,3 % en 2018), une proportion identique à celle de 1990 (72,3 %). La répartition détaillée en 2018 est la suivante : 
forêts (61 %), zones agricoles hétérogènes (10,5 %), terres arables (10,2 %), milieux à végétation arbustive et/ou herbacée (9,5 %), zones urbanisées (7,1 %), espaces ouverts, sans ou avec peu de végétation (1,9 %).
L'IGN met par ailleurs à disposition un outil en ligne permettant de comparer l’évolution dans le temps de l’occupation des sols de la commune (ou de territoires à des échelles différentes). Plusieurs époques sont accessibles sous forme de cartes ou photos aériennes : la carte de Cassini (XVIIIe siècle), la carte d'état-major (1820-1866) et la période actuelle (1950 à aujourd'hui).

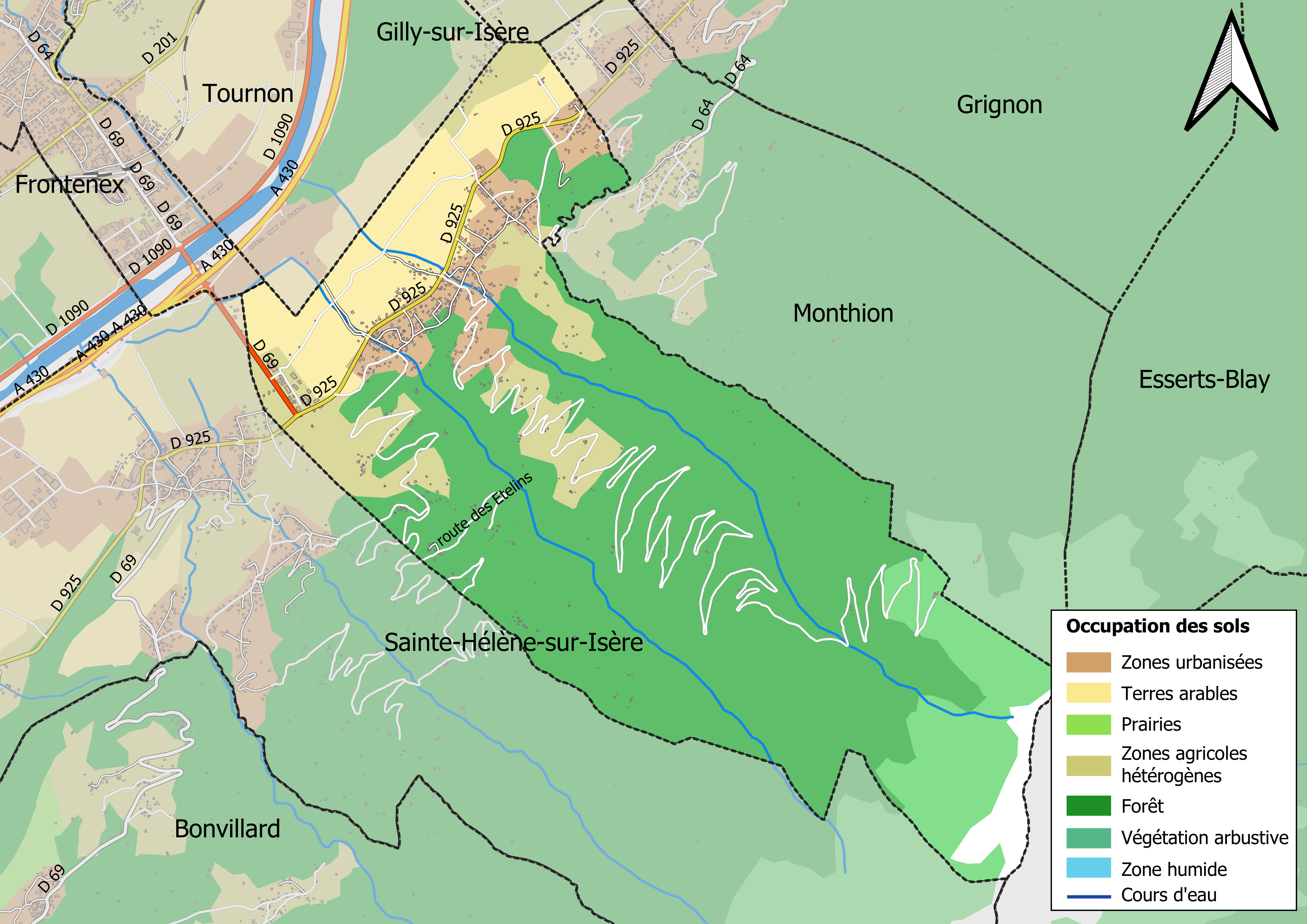
Carte des infrastructures et de l'occupation des sols en 2018 (CLC) de la commune.
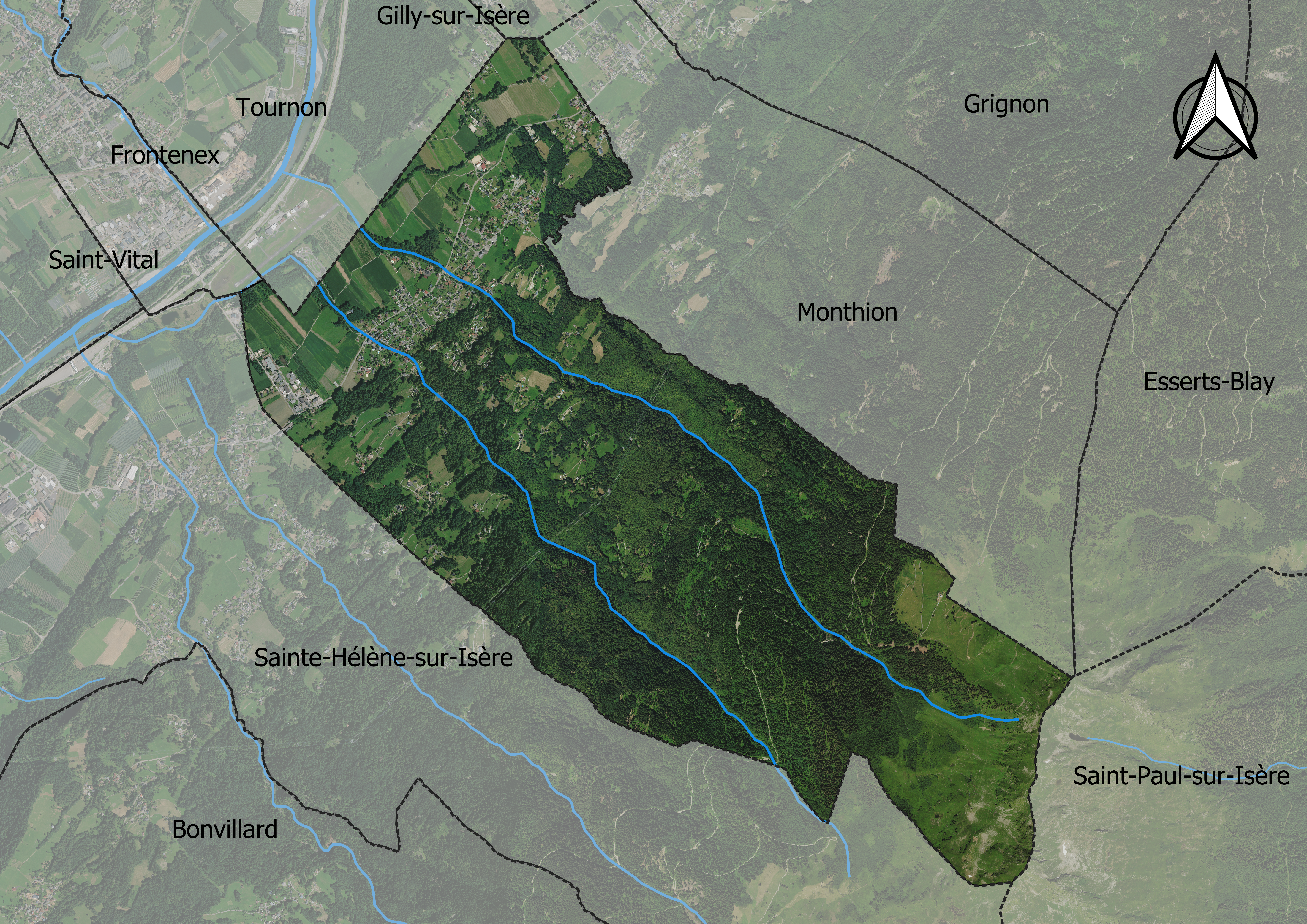
Carte orthophotogrammétrique de la commune.

## Toponymie
Le toponyme est mentionné au XIVe siècle, Ecclesia beate Marie de Milleriis. Adolphe Gros considère que la paroisse a pu porter à l'origine le vocable de Notre-Dame de l'Aumône, Ecclesia beate Marie de Elemosyna, en 1139, d'après le chanoine Angley.
Le nom Notre-Dame référence à  Marie, mère du Christ, dans la religion catholique. Les Millières correspondent au territoire de Notre-Dame et Sainte-Hélène.
En francoprovençal, le nom de la commune s'écrit Lè Mlyierè, selon la graphie de Conflans.

## Politique et administration

### Liste des maires de Notre-Dame-des-Millières

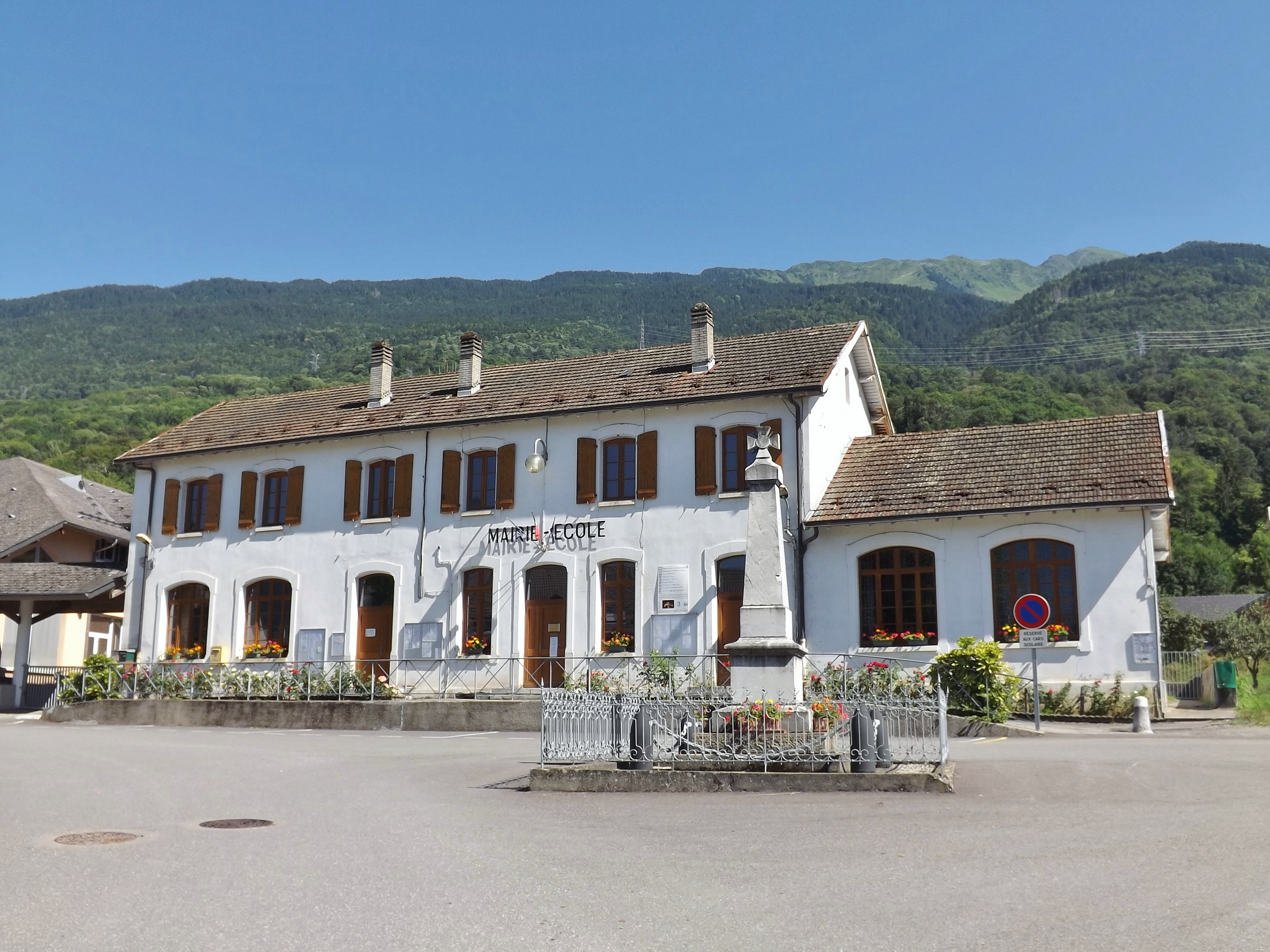
La mairie et école de la commune.

| Période                                  | Période   | Identité       | Étiquette | Qualité                                  |
| ---------------------------------------- | --------- | -------------- | --------- | ---------------------------------------- |
| mars 1989                                | mars 2001 | André Vairetto | PS        | Conseiller régional et général, sénateur |
| mars 2001                                | mars 2008 | Louis Mille    | ...       | ...                                      |
| mars 2008                                | En cours  | André Vairetto | PS        | Conseiller régional et général, sénateur |
| Les données manquantes sont à compléter. |           |                |           |                                          |

## Démographie
Ses habitants sont appelés les Milliéraines et les Milliérains.

L'évolution du nombre d'habitants est connue à travers les recensements de la population effectués dans la commune depuis 1793. Pour les communes de moins de 10 000 habitants, une enquête de recensement portant sur toute la population est réalisée tous les cinq ans, les populations de référence des années intermédiaires étant quant à elles estimées par interpolation ou extrapolation. Pour la commune, le premier recensement exhaustif entrant dans le cadre du nouveau dispositif a été réalisé en 2007.

En 2022, la commune comptait 1 000 habitants, en évolution de −1,96 % par rapport à 2016 (Savoie : +3,63 %, France hors Mayotte : +2,11 %).
| 1793 | 1800 | 1806 | 1822  | 1838  | 1848 | 1858 | 1861 | 1866 |
| ---- | ---- | ---- | ----- | ----- | ---- | ---- | ---- | ---- |
| 685  | 630  | 797  | 1 015 | 1 030 | 985  | 923  | 935  | 945  |

| 1872 | 1876 | 1881 | 1886 | 1891 | 1896 | 1901 | 1906 | 1911 |
| ---- | ---- | ---- | ---- | ---- | ---- | ---- | ---- | ---- |
| 904  | 932  | 890  | 855  | 839  | 794  | 780  | 734  | 686  |

| 1921 | 1926 | 1931 | 1936 | 1946 | 1954 | 1962 | 1968 | 1975 |
| ---- | ---- | ---- | ---- | ---- | ---- | ---- | ---- | ---- |
| 559  | 571  | 531  | 528  | 555  | 564  | 577  | 593  | 559  |

| 1982 | 1990 | 1999 | 2006 | 2007 | 2012 | 2017  | 2022  | - |
| ---- | ---- | ---- | ---- | ---- | ---- | ----- | ----- | - |
| 604  | 759  | 812  | 885  | 897  | 955  | 1 031 | 1 000 | - |

## Culture locale et patrimoine

### Lieux et monuments

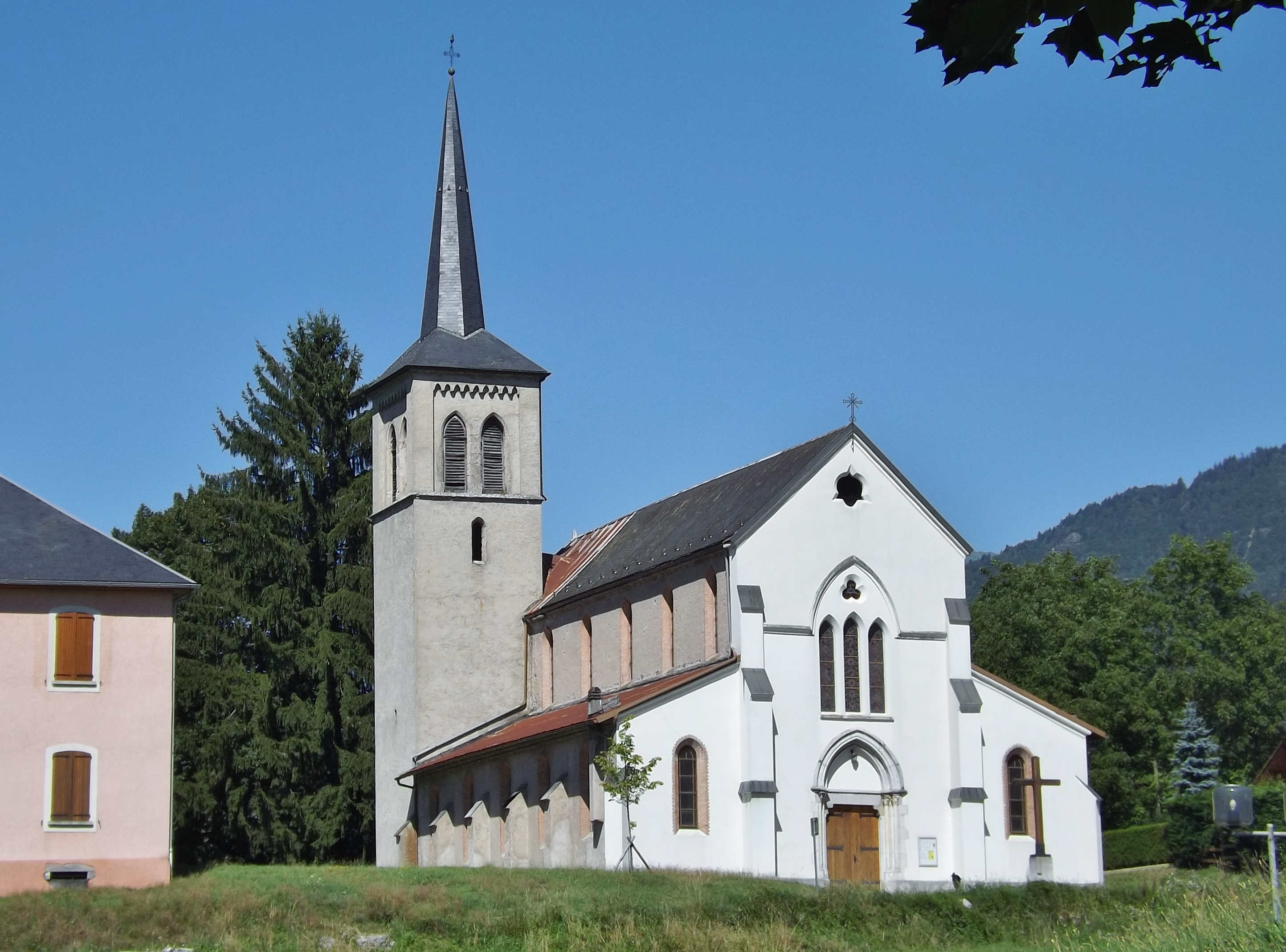
Église de la commune.

- Église de Notre-Dame-des-Millières.